# Lijst van bisschoppen van Haarlem-Amsterdam
Onderstaand volgt een lijst van bisschoppen van het bisdom Haarlem-Amsterdam, een Nederlands rooms-katholiek bisdom (tot 7 oktober 2008 bisdom Haarlem geheten).
| Bisschop van Haarlem (eerste instelling van het bisdom, 12 mei 1559)  | Bisschop van Haarlem (eerste instelling van het bisdom, 12 mei 1559) | Bisschop van Haarlem (eerste instelling van het bisdom, 12 mei 1559)                                                                   |
| --------------------------------------------------------------------- | -------------------------------------------------------------------- | --- |
| 1559 - 1569                                                           | Nicolaas van Nieuwland                                               | In 1569 benoemd tot hulpbisschop van Utrecht                                                                                           |
| 1570 - 1587                                                           | Godfried van Mierlo                                                  | In 1587 benoemd tot bisschop van Deventer                                                                                              |
| Apostolisch administrator van Haarlem                                 |                                                                      | |
| 1833 - 1851                                                           | Cornelius Ludovicus de Wijkerslooth                                  | |
| Bisschop van Haarlem (tweede instelling van het bisdom, 4 maart 1853) |                                                                      | |
| 1853 - 1861                                                           | Franciscus van Vree                                                  | |
| 1861 - 1877                                                           | Gerardus Wilmer                                                      | |
| 1877 - 1883                                                           | Petrus Snickers                                                      | In 1883 benoemd tot aartsbisschop van Utrecht                                                                                          |
| 1883 - 1903                                                           | Caspar Bottemanne                                                    | |
| 1903 - 1928                                                           | Augustinus Callier                                                   | |
| 1928 - 1935                                                           | Johannes Aengenent                                                   | |
| 1935 - 1960                                                           | Joannes Huibers                                                      | 1958 - 1960: Joannes van Dodewaard (coadjutor)                                                                                         |
| 1960 - 1966                                                           | Joannes van Dodewaard                                                | |
| 1966 - 1983                                                           | Theodorus Zwartkruis                                                 | 1983: Henricus Bomers (coadjutor) 1983: Joseph Lescrauwaet (hulpbisschop)                                                              |
| 1983 - 1998                                                           | Henricus Bomers                                                      | 1983 - 1995: Joseph Lescrauwaet (hulpbisschop) 1995 - 1998: Jos Punt (hulpbisschop)                                                    |
|                                                                       |                                                                      | 1998 - 2001: Jos Punt (hulpbisschop; diocesaan administrator) 2000 - 2001: Jan van Burgsteden (hulpbisschop)                           |
| 2001 - 2009                                                           | Jos Punt                                                             | 2001 - 2009: Jan van Burgsteden (hulpbisschop)                                                                                         |
| Bisschop van Haarlem-Amsterdam (na hernoeming, 7 oktober 2008)        |                                                                      | |
| 2009 - 2020                                                           | Jos Punt                                                             | 2009 - 2011: Jan van Burgsteden (hulpbisschop) 2011 - 2018: Jan Hendriks (hulpbisschop) 2018 - 2020: Jan Hendriks (bisschop-coadjutor) |
| 2020 - heden                                                          | Jan Hendriks                                                         | |